# ميلوس أوستويتش
ميلوس أوستويتش (بالسيريلية الصربية: Милош Остојић) هو لاعب كرة قدم صربي في مركز الدفاع، ولد في 3 أغسطس 1991 في ميتروفيتسا في كوسوفو. لعب مع باتي بوريسوف ونابريداك كروشيفاتس ونادي بارتيزان ونادي تشوكاريتشكي.

## وصلات خارجية
- ميلوس أوستويتش على موقع قاعدة بيانات كرة القدم.إي يو (الإنجليزية)
- ميلوس أوستويتش على موقع Soccerway.com (الإنجليزية)
- ميلوس أوستويتش على موقع AS.com (الإسبانية)